# Cáceres, Antioquia
Cáceres este un municipiu din departamentul Antioquia, Columbia.